# I liga paragwajska w piłce nożnej (2005)
Mistrzem Paragwaju został klub Cerro Porteño, natomiast wicemistrzem Paragwaju – Club Libertad.
Sezon podzielony został na dwa turnieje – Apertura i Clausura. Zwycięzcy obu turniejów mieli zmierzyć się o mistrzostwo kraju. Zwycięzca miał zdobyć tytuł mistrza, a przegrany tytuł wicemistrza Paragwaju. Ponieważ zarówno turniej Apertura jak i Clausura wygrał klub Cerro Porteño, nie było konieczności rozgrywania meczów o tytuł mistrza Paragwaju. Rozegrano jednak pojedynek o tytuł wicemistrza między wicemistrzem turnieju Apertura (Club Guaraní) a wicemistrzem turnieju Clausura (Club Libertad).
Do turniejów międzynarodowych zakwalifikowały się następujące kluby:
- Copa Sudamericana 2005: Cerro Porteño, Club Guaraní
- Copa Libertadores 2006: Cerro Porteño, Club Libertad
- Copa Sudamericana 2006: Cerro Porteño, Club Libertad

Do drugiej ligi spadł ostatni w tabeli sumarycznej klub General Caballero Asunción. Na jego miejsce z drugiej ligi awansowały dwa kluby: Club 2 de Mayo i Fernando de la Mora. Pierwsza liga w sezonie 2006 powiększona została do 11 klubów, a gdy na miejsce jednego spadkowicza z drugiej ligi ponownie awansują dwa kluby to w sezonie 2007 zgodnie z założonym planem pierwsza liga osiągnie liczbę 12 klubów.

## Torneo Apertura 2005

### Apertura 1
| Data           | Mecz |
| -------------- | --- |
| 11 lutego 2005 | Sportivo Luqueño – 12 de Octubre Itaugua 1:1 Arístides Masi 64k – Justo Rolando Meza 48                        |
| 12 lutego 2005 | Club Nacional – Club Guaraní 1:0 Pánfilo Escobar 84k                                                           |
| 13 lutego 2005 | General Caballero Asunción – 3 de Febrero Ciudad del Este 0:0                                                  |
| 13 lutego 2005 | Club Libertad – Tacuary Asunción 0:4 Cristian Riveros 21, Julio Ortellado 46, Luciano Vera 50, Carlos Leite 64 |
| 13 lutego 2005 | Club Olimpia – Cerro Porteño 1:1 Gonzalo Belloso 31 – Walter Fretes 45                                         |

### Apertura 2
| Data           | Mecz |
| -------------- | --- |
| 18 lutego 2005 | Tacuary Asunción – General Caballero Asunción 2:2 Ignacio Paniagua 44, Lorenzo Silva 51 – Adolfo Fatecha 21, Paulo Latrechiana 63 |
| 18 lutego 2005 | 12 de Octubre Itaugua – Club Guaraní 2:1 Elvis Marecos 69, Arnaldo Alonso 90 – Elvis Marecos 42s                                  |
| 19 lutego 2005 | 3 de Febrero Ciudad del Este – Club Olimpia 0:0                                                                                   |
| 20 lutego 2005 | Cerro Porteño – Sportivo Luqueño 2:1 César Augusto Ramírez 23, Domingo Salcedo 60 – Javier González 46                            |
| 21 lutego 2005 | Club Libertad – Club Nacional 0:2 Rodrigo Cantero 49, 83                                                                          |

### Apertura 3
| Data            | Mecz                                                                                                  |
| --------------- | --- |
| 25 lutego 2005  | General Caballero Asunción – Club Libertad 0:1 Carlos Bonet 7                                         |
| 26 lutego 2005  | Club Guaraní – Cerro Porteño 1:3 Luis Alberto Carranza 69 – Santiago Salcedo 39, 41, Erwin Ávalos 74k |
| 27 lutego 2005  | Sportivo Luqueño – 3 de Febrero Ciudad del Este 2:1 Javier González 1, 29 – Gilberto Palacios 43      |
| 27 lutego 2005  | Club Nacional – 12 de Octubre Itaugua 2:1 Mauro Caballero 21, Dante López 54 – Pedrinho 41            |
| 6 kwietnia 2005 | Club Olimpia – Tacuary Asunción 0:0                                                                   |

### Apertura 4
| Data         | Mecz |
| ------------ | --- |
| 5 marca 2005 | Club Libertad – Club Olimpia 3:0 Ismael Blanco 28, Juan Samudio 77k, Carlos Bonet 84                                         |
| 6 marca 2005 | General Caballero Asunción – Club Nacional 1:0 Pedro Valiente 12                                                             |
| 6 marca 2005 | 3 de Febrero Ciudad del Este – Club Guaraní 3:1 Gilberto Palacios 46, Eder Godoy 74, Roberto Gamarra 90 – Ariel Groothuis 75 |
| 6 marca 2005 | Cerro Porteño – 12 de Octubre Itaugua 3:0 Santiago Salcedo 43, 55, Julio dos Santos 53                                       |
| 7 marca 2005 | Tacuary Asunción – Sportivo Luqueño 1:1 Raúl Román 67k – Óscar Sanabria 80k                                                  |

### Apertura 5
| Data          | Mecz |
| ------------- | --- |
| 12 marca 2005 | Club Olimpia – General Caballero Asunción 1:1 Leandro Machado 10 – Elio Alberto Mora 81                       |
| 13 marca 2005 | 12 de Octubre Itaugua – 3 de Febrero Ciudad del Este 0:0                                                      |
| 13 marca 2005 | Club Guaraní – Tacuary Asunción 1:3 Pedro Irala 3 – Cristian Riveros 6, Raúl Román 26, Carlos Ruiz Peralta 77 |
| 13 marca 2005 | Sportivo Luqueño – Club Libertad 1:1 Daniel Ferreira 76 – Pablo Garnier 80                                    |
| 14 marca 2005 | Club Nacional – Cerro Porteño 0:2 Ernesto Cristaldo 35, Domingo Salcedo 70                                    |

### Apertura 6
| Data            | Mecz                                                                                                  |
| --------------- | --- |
| 18 marca 2005   | Tacuary Asunción – 12 de Octubre Itaugua 0:1 Sergio Fernández 6                                       |
| 19 marca 2005   | 3 de Febrero Ciudad del Este – Cerro Porteño 0:1 Inca 9                                               |
| 20 marca 2005   | Club Olimpia – Club Nacional 1:0 Sergio Aquino 32                                                     |
| 20 marca 2005   | General Caballero Asunción – Sportivo Luqueño 1:1 Luis Monzón 23 – Javier González 39                 |
| 6 kwietnia 2005 | Club Libertad – Club Guaraní 2:2 Ismael Blanco 20, Derlis Soto 22 – Julián Benítez 46, Pedro Irala 55 |

### Apertura 7
| Data            | Mecz |
| --------------- | --- |
| 1 kwietnia 2005 | Club Nacional – 3 de Febrero Ciudad del Este 2:4 Jorge Luis Campos 24, Rodrigo Cantero 64 – Cristian Martínez 36, Roberto Gamarra 43, Hugo Luzardi 55, Eder Godoy 76 |
| 2 kwietnia 2005 | Cerro Porteño – Tacuary Asunción 1:1 Jorge Achucarro 90 – Denis Russi 82                                                                                             |
| 2 kwietnia 2005 | 12 de Octubre Itaugua – Club Libertad 2:1 Gustavo Funes 24, Arnaldo Alonso 48 – Héctor Sosa 18s                                                                      |
| 2 kwietnia 2005 | Club Guaraní – General Caballero Asunción 1:0 Marcial Garay 27 |
| 3 kwietnia 2005 | Sportivo Luqueño – Club Olimpia 1:2 Sinecio León 75 – Diego Martínez Ortigoza 78, Gonzalo Belloso 80                                                                 |

### Apertura 8
| Data             | Mecz                                                                                         |
| ---------------- | -------------------------------------------------------------------------------------------- |
| 9 kwietnia 2005  | Sportivo Luqueño – Club Nacional 0:0                                                         |
| 10 kwietnia 2005 | General Caballero Asunción – 12 de Octubre Itaugua 1:1 Alejandro Ormos 37 – Elvis Marecos 43 |
| 10 kwietnia 2005 | Club Libertad – Cerro Porteño 1:2 Ismael Blanco 43 – Santiago Salcedo 26k, Inca 52           |
| 10 kwietnia 2005 | Tacuary Asunción – 3 de Febrero Ciudad del Este 1:0 Cristian Riveros 66                      |
| 11 kwietnia 2005 | Club Olimpia – Club Guaraní 0:3 Marcial Garay 15, Julián Benítez 36, 81                      |

### Apertura 9
| Data             | Mecz |
| ---------------- | --- |
| 15 kwietnia 2005 | Cerro Porteño – General Caballero Asunción 1:0 Erwin Ávalos 4                                                    |
| 16 kwietnia 2005 | 3 de Febrero Ciudad del Este – Club Libertad 2:1 Gilberto Palacios 37, Eder Godoy 58 – Darío Caballero 42        |
| 16 kwietnia 2005 | Club Guaraní – Sportivo Luqueño 1:0 Hernán Barcos 72                                                             |
| 17 kwietnia 2005 | Club Nacional – Tacuary Asunción 3:1 Carlos González 15, Jorge Luis Campos 22, Troadio Duarte 82 – Raúl Román 83 |
| 17 kwietnia 2005 | 12 de Octubre Itaugua – Club Olimpia 1:1 Elvis Marecos 72 – Héctor Sosa 22s                                      |

### Apertura 10
| Data             | Mecz |
| ---------------- | --- |
| 22 kwietnia 2005 | Club Guaraní – Club Nacional 0:0 |
| 23 kwietnia 2005 | 12 de Octubre Itaugua – Sportivo Luqueño 4:2 Richard Estigarribia 22, 39, Arnaldo Alonso 25, Justo Rolando Meza 91 – César Daniel Cáceres 52, Javier González 82 |
| 24 kwietnia 2005 | 3 de Febrero Ciudad del Este – General Caballero Asunción 1:0 Roberto Gamarra 86                                                                                 |
| 24 kwietnia 2005 | Cerro Porteño – Club Olimpia 5:0 Santiago Salcedo 48k, Mario Grana 62, Jorge Achucarro 75, 77, Walter Fretes 88                                                  |
| 25 kwietnia 2005 | Tacuary Asunción – Club Libertad 0:0 |

### Apertura 11
| Data             | Mecz |
| ---------------- | --- |
| 29 kwietnia 2005 | Club Guaraní – 12 de Octubre Itaugua 2:1 Marcial Garay 25, Germán Centurión 90 – Richard Estigarribia 72 |
| 29 kwietnia 2005 | Club Olimpia – 3 de Febrero Ciudad del Este 0:2 Eder Godoy 10, Roberto Gamarra 61                        |
| 30 kwietnia 2005 | Club Nacional – Club Libertad 0:3 Angel Ortiz 46, Pablo Guiñazú 82, Carlos Bonet 89                      |
| 30 kwietnia 2005 | General Caballero Asunción – Tacuary Asunción 1:1 Maximiliano Biancuchi 32 – Julio Ortellado 6           |
| 1 maja 2005      | Sportivo Luqueño – Cerro Porteño 1:1 Julio César Yegros 75 – Santiago Salcedo 86                         |

### Apertura 12
| Data         | Mecz |
| ------------ | --- |
| 8 maja 2005  | 12 de Octubre Itaugua – Club Nacional 0:3 Raúl Piris 29, Rodrigo Cantero 37, Dante López 55                         |
| 8 maja 2005  | 3 de Febrero Ciudad del Este – Sportivo Luqueño 2:1 Domingo Ortiz 75, Gilberto Palacios 81k – Julio César Yegros 71 |
| 8 maja 2005  | Tacuary Asunción – Club Olimpia 3:1 Julio Ortellado 6, 66, Raúl Román 10 – Leandro Machado 50k                      |
| 9 maja 2005  | Cerro Porteño – Club Guaraní 0:0                                                                                    |
| 25 maja 2005 | Club Libertad – General Caballero Asunción 3:1 Ismael Blanco 15, 37, Rodrigo López 92 – Jorge Valdez 59             |

### Apertura 13
| Data           | Mecz |
| -------------- | --- |
| 14 maja 2005   | Club Nacional – General Caballero Asunción 4:3 Dante López 37, 58, 80k, Pánfilo Escobar 50k – Maximiliano Biancuchi 35, Elio Alberto Mora 86, Blas López 88k |
| 14 maja 2005   | Sportivo Luqueño – Tacuary Asunción 0:0 |
| 15 maja 2005   | Club Guaraní – 3 de Febrero Ciudad del Este 1:0 Pedro Chávez 30                                                                                              |
| 15 maja 2005   | Club Olimpia – Club Libertad 1:1 José Montiel 38 – Luis Espínola 55                                                                                          |
| 7 czerwca 2005 | 12 de Octubre Itaugua – Cerro Porteño 1:1 Nelson Romero 81 – Jorge Achucarro 2                                                                               |

### Apertura 14
| Data            | Mecz |
| --------------- | --- |
| 21 maja 2005    | General Caballero Asunción – Club Olimpia 1:0 Gabriel Ruiz Díaz 8 mecz przerwany został w 32 minucie z powodu awarii światła dokończony 4 czerwca 2005 |
| 22 maja 2005    | 3 de Febrero Ciudad del Este – 12 de Octubre Itaugua 1:1 Eder Godoy 78 – Richard Estigarribia 32                                                       |
| 22 maja 2005    | Tacuary Asunción – Club Guaraní 1:1 Raúl Román 92 – Diego Balbuena 79                                                                                  |
| 22 maja 2005    | Cerro Porteño – Club Nacional 1:0 Erwin Ávalos 36 |
| 4 czerwca 2005  | General Caballero Asunción – Club Olimpia 1:1 Gabriel Ruiz Díaz 8 – Guido Alvarenga 67 dokończenie brakujących 58 minut z 21 maja 2005                 |
| 15 czerwca 2005 | Club Libertad – Sportivo Luqueño 0:0 |

### Apertura 15
| Data         | Mecz |
| ------------ | --- |
| 28 maja 2005 | Club Nacional – Club Olimpia 1:0 Jorge Luis Campos 7                                                                                                |
| 28 maja 2005 | Club Guaraní – Club Libertad 1:0 Edgar González 16                                                                                                  |
| 29 maja 2005 | Sportivo Luqueño – General Caballero Asunción 5:1 Julio César Yegros 6, 19, César Daniel Cáceres 35k, 90, Javier González 84 – Elio Alberto Mora 27 |
| 29 maja 2005 | 12 de Octubre Itaugua – Tacuary Asunción 1:1 Richard Estigarribia 7 – Raúl Román 40                                                                 |
| 29 maja 2005 | Cerro Porteño – 3 de Febrero Ciudad del Este 1:3 Mario Grana 2 – Gilberto Palacios 7, 60, 63                                                        |

### Apertura 16
| Data            | Mecz |
| --------------- | --- |
| 11 czerwca 2005 | General Caballero Asunción – Club Guaraní 1:2 Alejandro Ormos 83 – Pedro Chávez 75, Hernán Barcos 89                  |
| 11 czerwca 2005 | Club Olimpia – Sportivo Luqueño 0:1 César Daniel Cáceres 61                                                           |
| 11 czerwca 2005 | 3 de Febrero Ciudad del Este – Club Nacional 2:2 Eder Godoy 27, Hugo Luzardi 61 – Mauro Caballero 52, Dante López 93k |
| 12 czerwca 2005 | Club Libertad – 12 de Octubre Itaugua 1:1 Rodrigo López 92 – Nelson Romero 79                                         |
| 12 czerwca 2005 | Tacuary Asunción – Cerro Porteño 2:2 Raúl Román 25, Celso González 36 – Santiago Salcedo 52, 54                       |

### Apertura 17
| Data            | Mecz                                                                                        |
| --------------- | ------------------------------------------------------------------------------------------- |
| 18 czerwca 2005 | Club Guaraní – Club Olimpia 1:0 Julio Manzur 61                                             |
| 18 czerwca 2005 | 12 de Octubre Itaugua – General Caballero Asunción 2:0 Arnaldo Alonso 51k, Gustavo Funes 90 |
| 19 czerwca 2005 | Club Nacional – Sportivo Luqueño 2:1 Dante López 46, Fabio Ramos 87 – Aristides Masi 89     |
| 19 czerwca 2005 | Cerro Porteño – Club Libertad 2:1 Erwin Ávalos 53, Julio dos Santos 66 – Pablo Garnier 12   |
| 19 czerwca 2005 | 3 de Febrero Ciudad del Este – Tacuary Asunción 1:1 Edgar Robles 63 – Raúl Román 92         |

### Apertura 18
| Data            | Mecz |
| --------------- | --- |
| 24 czerwca 2005 | General Caballero Asunción – Cerro Porteño 2:1 André de Souza 46, Juan Carlos Centurión 56 – Julio dos Santos 75       |
| 25 czerwca 2005 | Sportivo Luqueño – Club Guaraní 1:2 Arístides Masi 46 – Carlos Recalde 21, Alcides Rodas 53                            |
| 25 czerwca 2005 | Tacuary Asunción – Club Nacional 2:3 Julio Ortellado 12, 19 – Óscar Cardozo 77k, Fabio Ramos 83, Dante López 87        |
| 25 czerwca 2005 | Club Olimpia – 12 de Octubre Itaugua 1:2 Ignacio Rolón 77s – Gustavo Funes 5, Diego Miranda 43                         |
| 25 czerwca 2005 | Club Libertad – 3 de Febrero Ciudad del Este 2:2 Víctor Cáceres 12, 64 – Gilberto Palacios 17, Carlos Alberto Pérez 40 |

### Tabela końcowa Apertura 2005
| Poz | Klub                         | Mecze | Zw | Rem | Por | Pkt | BrZd | BrStr |
| --- | ---------------------------- | ----- | -- | --- | --- | --- | ---- | ----- |
| 1   | Cerro Porteño                | 18    | 10 | 6   | 2   | 36  | 30   | 15    |
| 2   | Club Guaraní                 | 18    | 9  | 4   | 5   | 31  | 21   | 18    |
| 3   | Club Nacional                | 18    | 9  | 3   | 6   | 30  | 25   | 22    |
| 4   | 3 de Febrero Ciudad del Este | 18    | 7  | 7   | 4   | 28  | 24   | 17    |
| 5   | 12 de Octubre Itaugua        | 18    | 6  | 8   | 4   | 26  | 22   | 22    |
| 6   | Tacuary Asunción             | 18    | 4  | 11  | 3   | 23  | 24   | 19    |
| 7   | Club Libertad                | 18    | 4  | 7   | 7   | 19  | 21   | 23    |
| 8   | Sportivo Luqueño             | 18    | 3  | 8   | 7   | 17  | 20   | 22    |
| 9   | General Caballero Asunción   | 18    | 2  | 7   | 9   | 13  | 16   | 28    |
| 10  | Club Olimpia                 | 18    | 2  | 7   | 9   | 13  | 10   | 27    |

## Torneo Pre-Sudamericana
Mistrz Torneo Apertura otrzymał prawo gry w Copa Sudamericana 2005. Turniej Pre-Sudamericana rozegrały między sobą pozostałe cztery najlepsze kluby turnieju Apertura, a zwycięzca tego turnieju otrzymał jako drugi klub prawo reprezentowania Paragwaju w Copa Sudamericana 2005.

### 1/2 finału
| Data            | Mecz |
| --------------- | --- |
| 29 czerwca 2005 | Club Nacional – 3 de Febrero Ciudad del Este 3:1 Ariel Bogado 46, Troadio Duarte 65, Dante López 84 – Domingo Ortiz 56 |
| 29 czerwca 2005 | Club Guaraní – 12 de Octubre Itaugua 2:1 Edgar González 8, Osvaldo Díaz 90 – Ignacio Rolón 74                          |

### Finał
| Data         | Mecz                                                                                    |
| ------------ | --------------------------------------------------------------------------------------- |
| 3 lipca 2005 | Club Guaraní – Club Nacional 2:1 Carlos Recalde 8, Osvaldo Díaz 88 – Víctor Quintana 35 |

Obok mistrza turnieju Apertura, klubu Cerro Porteño, prawo gry w Copa Sudamericana 2005 zdobył klub Club Guaraní

## Torneo Clausura 2005

### Clausura 1
| Data            | Mecz |
| --------------- | --- |
| 5 sierpnia 2005 | General Caballero Asunción – Club Guaraní 1:0 Ronald Villalba 59                                                                             |
| 5 sierpnia 2005 | Club Libertad – Cerro Porteño 2:3 Martín Hidalgo 82, Juan Samudio 88 – César Augusto Ramírez 27, Ernesto Cristaldo 63, Alejandro da Silva 91 |
| 6 sierpnia 2005 | Club Nacional – Tacuary Asunción 0:0 |
| 7 sierpnia 2005 | 3 de Febrero Ciudad del Este – 12 de Octubre Itaugua 0:0                                                                                     |
| 7 sierpnia 2005 | Club Olimpia – Sportivo Luqueño 1:1 Dante López 26 – Alfredo Amarilla 56                                                                     |

### Clausura 2
| Data             | Mecz |
| ---------------- | --- |
| 13 sierpnia 2005 | Sportivo Luqueño – General Caballero Asunción 2:0 Javier González 55, Aristides Masi 83                           |
| 13 sierpnia 2005 | Tacuary Asunción – Club Olimpia 3:2 Raúl Román 19, 44, Jorge Brítez 47 – Walter Ribonetto 39, Dante López 49      |
| 13 sierpnia 2005 | Club Nacional – 3 de Febrero Ciudad del Este 3:0 Hebert Arriola 61, Carlos Alberto González 69, Troadio Duarte 90 |
| 14 sierpnia 2005 | Club Guaraní – Club Libertad 0:1 Pablo Garnier 45                                                                 |
| 14 sierpnia 2005 | Cerro Porteño – 12 de Octubre Itaugua 1:1 Pedro Benítez 90 – Héctor Sosa 63                                       |

### Clausura 3
| Data             | Mecz |
| ---------------- | --- |
| 19 sierpnia 2005 | 12 de Octubre Itaugua – Club Guaraní 0:2 Pedro Chávez 55, Diego Balbuena 75                                                                         |
| 19 sierpnia 2005 | 3 de Febrero Ciudad del Este – Cerro Porteño 1:2 Eder Godoy 22 – Pedro Benítez 38, Alejandro da Silva 89                                            |
| 20 sierpnia 2005 | Club Libertad – Sportivo Luqueño 5:2 Cristian Riveros 2, 32, Juan Samudio 40, ? 48, Blas López 92 – Jorge Luis Campos 57, Julio César Yegros 70     |
| 21 sierpnia 2005 | General Caballero Asunción – Tacuary Asunción 2:4 Ronald Villalba 44, Diego Canesa 74k – Jorge Brítez 18, 61, Patrocinio Samudio 58, Raúl Román 66k |
| 21 sierpnia 2005 | Club Olimpia – Club Nacional 1:1 Guido Alvarenga 20 – Néstor Isasi 53                                                                               |

### Clausura 4
| Data             | Mecz                                                                                                 |
| ---------------- | --- |
| 26 sierpnia 2005 | Tacuary Asunción – Club Libertad 0:0                                                                 |
| 27 sierpnia 2005 | Club Guaraní – Cerro Porteño 2:1 Hernán Lamberti 47, Carlos Recalde 71 – Carlos Báez 68              |
| 28 sierpnia 2005 | Club Nacional – General Caballero Asunción 1:0 Christian Bogado 74                                   |
| 28 sierpnia 2005 | Sportivo Luqueño – 12 de Octubre Itaugua 2:1 Pablo Aguilar 19, Daniel Sanabria 25 – Elvis Marecos 73 |
| 28 sierpnia 2005 | Club Olimpia – 3 de Febrero Ciudad del Este 0:2 Edgar Robles 27, 86k                                 |

### Clausura 5
| Data             | Mecz |
| ---------------- | --- |
| 9 września 2005  | General Caballero Asunción – Club Olimpia 1:3 Josías Cardoso 42 – Walter Ribonetto 30, Daniel Ángel Jiménez 69, José Montiel 82 |
| 10 września 2005 | 12 de Octubre Itaugua – Tacuary Asunción 1:1 Luis Cupla 67 – Ignacio Paniagua 59                                                |
| 10 września 2005 | Club Libertad – Club Nacional 0:0                                                                                               |
| 11 września 2005 | 3 de Febrero Ciudad del Este – Club Guaraní 0:1 Pedro Irala 30                                                                  |
| 11 września 2005 | Cerro Porteño – Sportivo Luqueño 3:0 Jorge Achucarro 20, Erwin Ávalos 30, Julio dos Santos 75k                                  |

### Clausura 6
| Data             | Mecz |
| ---------------- | --- |
| 11 września 2005 | Club Nacional – 12 de Octubre Itaugua 3:2 Carlos González 2, Troadio Duarte 25, Óscar Cardozo 54 – Alejandro Ormos 37, Richard Estigarribia 46      |
| 11 września 2005 | General Caballero Asunción – 3 de Febrero Ciudad del Este 2:0 Domingo Ortíz 21s, Josías Cardozo 29                                                  |
| 11 września 2005 | Tacuary Asunción – Cerro Porteño 2:5 Lorenzo Silva 50, Gregor Aguayo 82 – Pedro Benítez 5, Alejandro da Silva 10, 40, Erwin Ávalos 75, 77           |
| 11 września 2005 | Sportivo Luqueño – Club Guaraní 3:2 Jorge Luis Campos 37, César Daniel Cáceres 42k, Daniel Sanabria 63 – Daniel Sanabria 39s, Gilberto Velázquez 74 |
| 11 września 2005 | Club Olimpia – Club Libertad 1:0 Daniel Ángel Jiménez 40                                                                                            |

### Clausura 7
| Data             | Mecz |
| ---------------- | --- |
| 17 września 2005 | Cerro Porteño – Club Nacional 0:1 Hebert Arriola 15k                                                                          |
| 18 września 2005 | 3 de Febrero Ciudad del Este – Sportivo Luqueño 1:1 Edgar Robles 80 – Nery Fernández 56                                       |
| 18 września 2005 | Club Guaraní – Tacuary Asunción 3:3 Pedro Irala 38, 85, Carlos Recalde 57 – Marcial Garay 25s, Jorge Brítez 45, Raúl Román 87 |
| 18 września 2005 | 12 de Octubre Itaugua – Club Olimpia 0:2 Carlos Galván 64, Walter Ribonetto 72                                                |
| 19 września 2005 | Club Libertad – General Caballero Asunción 2:1 Juan Samudio 14, 65 – Josías Cardoso 39                                        |

### Clausura 8
| Data             | Mecz |
| ---------------- | --- |
| 23 września 2005 | Tacuary Asunción – Sportivo Luqueño 2:1 Celso González 63, Jorge Brítez 86 – Pablo Aguilar 78                                                     |
| 24 września 2005 | Club Nacional – Club Guaraní 1:2 Óscar Cardozo 42k – Carlos Recalde 84, Hernán Barcos 89                                                          |
| 25 września 2005 | General Caballero Asunción – 12 de Octubre Itaugua 2:2 Diego Caneza 3, Tomás González 36 – Arnaldo Alonso 40, Adrian Coria 48                     |
| 25 września 2005 | Club Libertad – 3 de Febrero Ciudad del Este 3:2 Gustavo Morínigo 16, Osvaldo Martínez 70, Edgar Benítez 85 – Roberto Gamarra 21, Hugo Luzardi 31 |
| 25 września 2005 | Club Olimpia – Cerro Porteño 4:1 Dante López 37, 55, 71, 91 – Arnaldo Espínola 15                                                                 |

### Clausura 9
| Data                | Mecz                                                                                      |
| ------------------- | ----------------------------------------------------------------------------------------- |
| 1 października 2005 | Sportivo Luqueño – Club Nacional 1:1 Óscar Cardozo 53s – Ariel Bogado 92                  |
| 2 października 2005 | 12 de Octubre Itaugua – Club Libertad 2:1 Arnaldo Alonso 27k, 42k – Christian Martínez 59 |
| 2 października 2005 | 3 de Febrero Ciudad del Este – Tacuary Asunción 1:0 Gustavo Cañete 14                     |
| 2 października 2005 | Club Guaraní – Club Olimpia 0:1 Guido Alvarenga 80                                        |
| 3 października 2005 | Cerro Porteño – General Caballero Asunción 2:0 Herminio Miranda 27s, Rubén Benítez 90     |

### Clausura 10
| Data                 | Mecz |
| -------------------- | --- |
| 15 października 2005 | Tacuary Asunción – Club Nacional 0:0 |
| 15 października 2005 | Club Guaraní – General Caballero Asunción 0:2 Tomás González 29, Juan Godoy 52                                                                |
| 15 października 2005 | Cerro Porteño – Club Libertad 0:1 Arnaldo Vera 80                                                                                             |
| 16 października 2005 | 12 de Octubre Itaugua – 3 de Febrero Ciudad del Este 0:5 Eder Godoy 9, Domingo Ortíz 11, Roberto Gamarra 72, Hugo Luzardi 82, Thiago Silva 88 |
| 16 października 2005 | Sportivo Luqueño – Club Olimpia 0:0 |

### Clausura 11
| Data                 | Mecz |
| -------------------- | --- |
| 21 października 2005 | Club Libertad – Club Guaraní 4:1 Juan Samudio 5, 36, Cristian Riveros 38, Nelson Romero 48 – Germán Centurión 15                    |
| 21 października 2005 | 12 de Octubre Itaugua – Cerro Porteño 1:1 Arnaldo Alonso 10 – Julio dos Santos 52                                                   |
| 22 października 2005 | Club Olimpia – Tacuary Asunción 3:0 Martín Adrián García 5, Dante López 65, Gonzalo Belloso 83                                      |
| 22 października 2005 | 3 de Febrero Ciudad del Este – Club Nacional 3:2 Eder Godoy 11, Roberto Gamarra 53, 66 – Ángel Marcelo Martínez 61, Ariel Bogado 74 |
| 22 października 2005 | General Caballero Asunción – Sportivo Luqueño 0:1 Nery Fernández 42                                                                 |

### Clausura 12
| Data                 | Mecz                                                                                              |
| -------------------- | ------------------------------------------------------------------------------------------------- |
| 22 października 2005 | Cerro Porteño – 3 de Febrero Ciudad del Este 1:1 Mario Grana 44k – Roberto Gamarra 25             |
| 22 października 2005 | Club Guaraní – 12 de Octubre Itaugua 0:0                                                          |
| 22 października 2005 | Sportivo Luqueño – Club Libertad 1:1 Nery Fernández 49 – Juan Samudio 84                          |
| 22 października 2005 | Tacuary Asunción – General Caballero Asunción 1:0 Gustavo Rojas 2                                 |
| 22 października 2005 | Club Nacional – Club Olimpia 1:3 Cristian Bogado 77 – Daniel Ángel Jiménez 22, Dante López 45, 51 |

### Clausura 13
| Data                 | Mecz |
| -------------------- | --- |
| 29 października 2005 | Club Libertad – Tacuary Asunción 3:1 Juan Samudio 38, 66, Pablo Garnier 89 – Raúl Román 68                |
| 29 października 2005 | 3 de Febrero Ciudad del Este – Club Olimpia 3:2 Roberto Gamarra 9, 61, Eder Godoy 92 – Dante López 41, 68 |
| 30 października 2005 | Cerro Porteño – Club Guaraní 1:0 Pedro Benítez 26                                                         |
| 31 października 2005 | General Caballero Asunción – Club Nacional 0:1 Óscar Cardozo 76                                           |
| 31 października 2005 | 12 de Octubre Itaugua – Sportivo Luqueño 1:1 Richard Leite 10 – César Daniel Cáceres 56k                  |

### Clausura 14
| Data             | Mecz |
| ---------------- | --- |
| 4 listopada 2005 | Club Olimpia – General Caballero Asunción 1:0 Daniel Ángel Jiménez 73                                                                                        |
| 5 listopada 2005 | Club Nacional – Club Libertad 1:1 Hebert Arriola 47 – Osvaldo Martínez 14                                                                                    |
| 6 listopada 2005 | Club Guaraní – 3 de Febrero Ciudad del Este 0:1 Roberto Gamarra 92                                                                                           |
| 6 listopada 2005 | Tacuary Asunción – 12 de Octubre Itaugua 1:1 Emilio Ibarra 48 – Richard Leite 81                                                                             |
| 6 listopada 2005 | Sportivo Luqueño – Cerro Porteño 2:4 Víctor Hugo Ortíz 24, Javier González 39 – Jorge Achucarro 14, Pedro Benítez 53, Juan Cardozo 62, Alejandro da Silva 92 |

### Clausura 15
| Data              | Mecz |
| ----------------- | --- |
| 19 listopada 2005 | 3 de Febrero Ciudad del Este – General Caballero Asunción 3:1 Carlos Alberto Pérez 3, Roberto Gamarra 20, Eder Godoy 73 – Cristian Fatecha 88 |
| 19 listopada 2005 | Cerro Porteño – Tacuary Asunción 2:0 Domingo Salcedo 61, Julio dos Santos 71k                                                                 |
| 19 listopada 2005 | Club Guaraní – Sportivo Luqueño 0:3 Daniel Ferreira 14, Germán Centurión 18s, César Daniel Cáceres 87k                                        |
| 20 listopada 2005 | 12 de Octubre Itaugua – Club Nacional 2:4 Justo Meza 83k, 91k – Óscar Cardozo 8, 20, Herbert Arriola 45, 55                                   |
| 20 listopada 2005 | Club Libertad – Club Olimpia 1:1 Rodrigo López 64 – Guido Alvarenga 41                                                                        |

### Clausura 16
| Data              | Mecz |
| ----------------- | --- |
| 26 listopada 2005 | Tacuary Asunción – Club Guaraní 1:0 Carlos Ruiz Peralta 46 |
| 26 listopada 2005 | General Caballero Asunción – Club Libertad 2:1 Robson 29, Fernando Oliveira 41 – Rodrigo López 75 mecz zweryfikowany jako walkower dla Libertad, gdyż w drużynie General Caballero zagrał zawieszony piłkarz |
| 26 listopada 2005 | Club Olimpia – 12 de Octubre Itaugua 3:1 Sergio Aquino 4, Daniel Ángel Jiménez 49, Dante López 91 – Arnaldo Alonso 67                                                                                        |
| 27 listopada 2005 | Sportivo Luqueño – 3 de Febrero Ciudad del Este 1:1 Daniel Ferreira 5 – Edgar Robles 70 |
| 27 listopada 2005 | Club Nacional – Cerro Porteño 0:1 Julio dos Santos 42 |

### Clausura 17
| Data           | Mecz |
| -------------- | --- |
| 3 grudnia 2005 | Sportivo Luqueño – Tacuary Asunción 4:1 Jorge Núñez 3, 64, Nery Fernández 91, Víctor Ortíz 93 – Raúl Román 67k           |
| 3 grudnia 2005 | 12 de Octubre Itaugua – General Caballero Asunción 2:0 Alejandro Ormos 53, Arnaldo Alonso 89                             |
| 3 grudnia 2005 | Club Guaraní – Club Nacional 3:2 Julián Benítez 18, Luis Alberto Cabral 24, Cristian Sosa 58 – Inca 60, Óscar Cardozo 83 |
| 3 grudnia 2005 | 3 de Febrero Ciudad del Este – Club Libertad 4:0 Eder Godoy 43k, Roberto Gamarra 48, 58, Thiago Silva 64                 |
| 4 grudnia 2005 | Club Olimpia – Cerro Porteño 1:3 Carlos Galván 23 – Walter Fretes 44, Julio dos Santos 54, Erwin Ávalos 60               |

### Clausura 18
| Data            | Mecz |
| --------------- | --- |
| 10 grudnia 2005 | General Caballero Asunción – Cerro Porteño 1:3 Josías Cardozo 42k – Erwin Ávalos 8, 55, Julio dos Santos 62                                                          |
| 10 grudnia 2005 | Club Libertad – 12 de Octubre Itaugua 4:1 Juan Samudio 22, Rodrigo López 46, Sergio Romero 53, Pablo Velázquez 84 – Alejandro Ormos 51                               |
| 10 grudnia 2005 | Club Nacional – Sportivo Luqueño 2:1 Rodrigo Cantero 71, Óscar Cardozo 93 – Pablo Aguilar 62                                                                         |
| 10 grudnia 2005 | Club Olimpia – Club Guaraní 0:2 Hernán Barcos 11, Julián Benítez 73                                                                                                  |
| 10 grudnia 2005 | Tacuary Asunción – 3 de Febrero Ciudad del Este 6:3 Raúl Román 18, 22, Jorge Brítez 49, Arturo Aquino 70, Carlos Leite 90, Celso González 92 – Eder Godoy 53, 75, 84 |

### Tabela końcowa Clausura 2005
| Poz | Klub                         | Mecze | Zw | Rem | Por | Pkt | BrZd | BrStr |
| --- | ---------------------------- | ----- | -- | --- | --- | --- | ---- | ----- |
| 1   | Cerro Porteño                | 18    | 11 | 3   | 4   | 36  | 34   | 20    |
| 2   | Club Libertad                | 18    | 9  | 5   | 4   | 32  | 30   | 23    |
| 3   | Club Olimpia                 | 18    | 9  | 4   | 5   | 31  | 29   | 20    |
| 4   | 3 de Febrero Ciudad del Este | 18    | 8  | 4   | 6   | 28  | 31   | 25    |
| 5   | Club Nacional                | 18    | 7  | 6   | 5   | 27  | 24   | 20    |
| 6   | Sportivo Luqueño             | 18    | 6  | 7   | 5   | 25  | 27   | 26    |
| 7   | Tacuary Asunción             | 18    | 6  | 6   | 6   | 24  | 26   | 31    |
| 8   | Club Guaraní                 | 18    | 6  | 2   | 10  | 20  | 18   | 25    |
| 9   | 12 de Octubre Itaugua        | 18    | 2  | 8   | 8   | 14  | 18   | 33    |
| 10  | General Caballero Asunción   | 18    | 3  | 1   | 14  | 10  | 15   | 29    |

## Campeonato Paraguay 2005
O tytuł mistrza Paragwaju stoczyć mieli pojedynek mistrzowie turniejów Apertura i Clausura. W tym sezonie nie było to konieczne, gdyż w obydwu turniejach zwyciężył Cerro Porteño, stając się tym samym mistrzem Paragwaju w sezonie 2005.
Tytuł wicemistrza Paragwaju zdobywał zwykle przegrany w walce o mistrzostwo pomiędzy zwycięzcami turniejów Apertura i Clausura. Ponieważ w tym sezonie jeden klub wygrał oba turnieje, o tytuł wicemistrza Paragwaju zmierzyli się wicemistrzowie turniejów Apertura (Club Guaraní) i Clausura (Club Libertad).
| Data            | Mecz |
| --------------- | --- |
| 14 grudnia 2004 | Club Guaraní – Club Libertad 2:1 Cristian Sosa 18, Julián Benítez 51 – Rodrigo López 71                                |
| 18 grudnia 2004 | Club Libertad – Club Guaraní 4:1 Cristian Riveros 5, Gustavo Morínigo 69, 73, Rodrigo López 76 – Gilberto Velázquez 80 |

Do Copa Libertadores 2006 obok mistrza Paragwaju Cerro Porteño kwalifikował się także wicemistrz Paragwaju, czyli Club Libertad.

## Sumaryczna tabela sezonu 2005
| Poz | Klub                         | Mecze | Zw | Rem | Por | Pkt | BrZd | BrStr |
| --- | ---------------------------- | ----- | -- | --- | --- | --- | ---- | ----- |
| 1   | Cerro Porteño                | 36    | 21 | 9   | 6   | 72  | 64   | 35    |
| 2   | Club Nacional                | 36    | 16 | 9   | 11  | 57  | 49   | 42    |
| 3   | 3 de Febrero Ciudad del Este | 36    | 15 | 11  | 10  | 56  | 55   | 42    |
| 4   | Club Libertad                | 36    | 13 | 12  | 11  | 51  | 51   | 46    |
| 5   | Club Guaraní                 | 36    | 15 | 6   | 15  | 51  | 39   | 43    |
| 6   | Tacuary Asunción             | 36    | 10 | 17  | 9   | 47  | 50   | 50    |
| 7   | Club Olimpia                 | 36    | 11 | 11  | 14  | 44  | 39   | 47    |
| 8   | Sportivo Luqueño             | 36    | 9  | 15  | 12  | 42  | 47   | 48    |
| 9   | 12 de Octubre Itaugua        | 36    | 8  | 16  | 12  | 40  | 40   | 55    |
| 10  | General Caballero Asunción   | 36    | 5  | 8   | 23  | 23  | 31   | 57    |

Spadł tylko jeden klub – General Caballero Asunción, a na jego miejsce awansowały dwa kluby (Club 2 de Mayo i Fernando de la Mora). Tym sposobem w sezonie 2006 w pierwszej lidze paragwajskiej będzie grało 11 klubów (po podobnej operacji w sezonie 2007 będzie 12 klubów).

### Baraż doCopa Sudamericana 2006
Bafraż został rozegrany pomiędzy drugą drużyną w tabeli sumarycznej (Club Nacional) a wicemistrzem Paragwaju (Club Libertad).
| Data            | Mecz |
| --------------- | --- |
| 22 grudnia 2005 | Club Nacional – Club Libertad 1:6 Óscar Cardozo 73 – Víctor Cáceres 9, Rodrigo López 31, 45, 46, Pablo Garnier 35, Gustavo Morínigo 64k |

Do Copa Sudamericana 2006 zakwalifikował się klub Club Libertad.